# Approbation dignité
Approbation dignité (en espagnol : Apruebo Dignidad, abrégé en AD) est une coalition politique chilienne de gauche à extrême gauche fondée le 11 janvier 2021 par les coalitions Front large et Chile Digno (es), qui est composée de partis, mouvements et organisations issus de la société civile.

## Historique

### Contexte
Le pacte « Apruebo Dignidad » est à l'origine une tentative de réunir le pôle gauche dans une grande alliance. Pendant la pandémie de Covid-19, il y a diverses tentatives pour une recherche d'une unité au sein de l'opposition. Notamment « Pliego Popular », une plateforme réunissant des partis et mouvements politiques de gauche afin d'établir des propositions économiques et sociales au Congrès national dans le contexte du Covid-19 au Chili.

### Formation

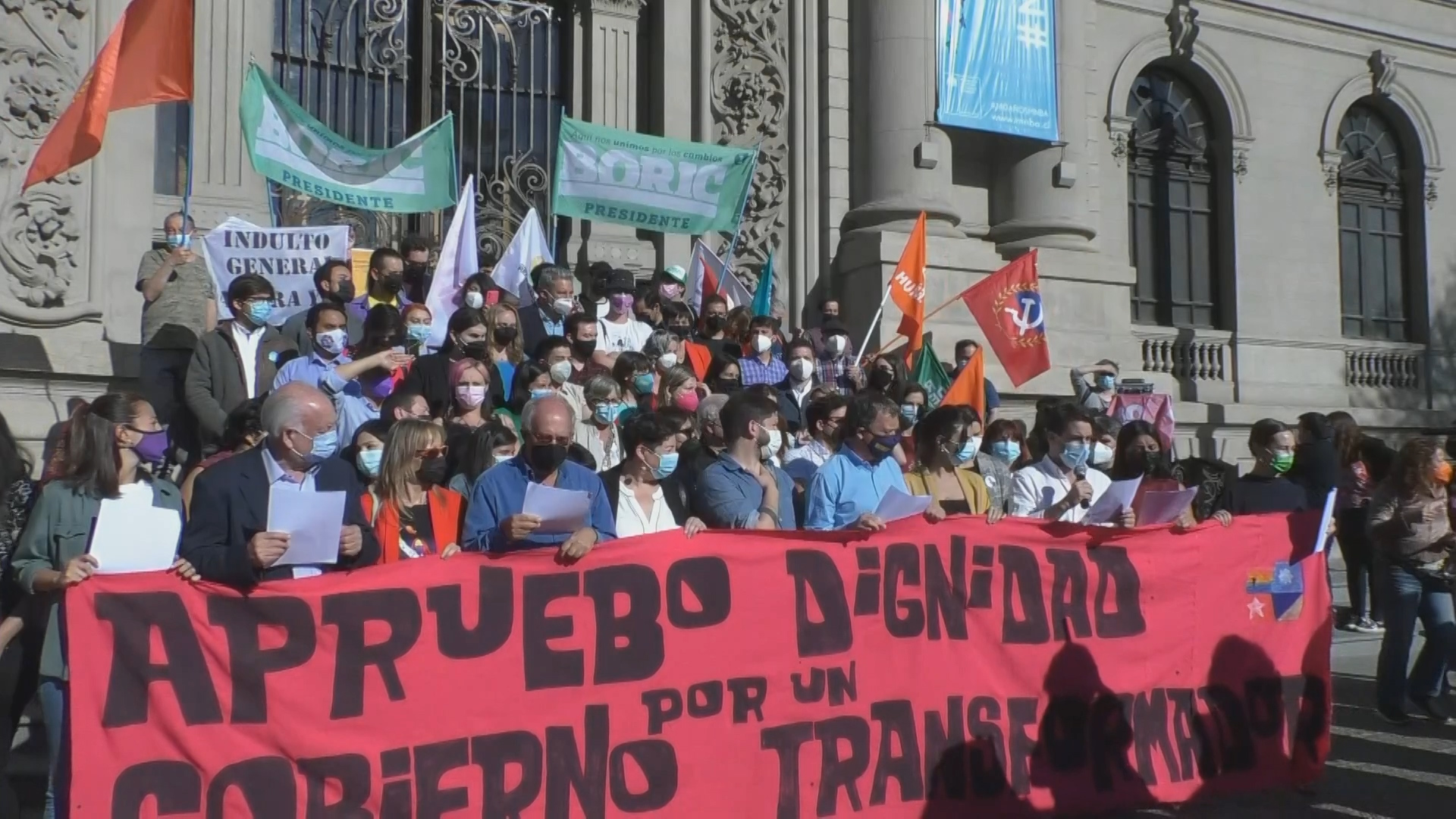
Les dirigeants de la coalition d'Approbation dignité.

Parmi les membres d'Approbation dignité se trouvent les notamment coalitions Front large et Chile Digno (es), entre autres organisations et mouvements. Le 5 février 2021, les axes programmatiques de la coalition ont été définis pour l'élaboration de la nouvelle Constitution politique de la République. Cet événement a réuni des personnalités sociales et politiques telles que Beatriz Sánchez, par exemple. 26
Après le résultat des élections constituantes de 2021, les partis ont confirmé une primaire présidentielle d'Approbation dignité et l'officialisation de la coalition électorale le 19 mai, sur fond de pourparlers qui ont échoué avec le Parti socialiste. Ces primaires voyaient s'affronter Daniel Jadue, candidat du Parti communiste, soutenu par la coalition Chile Digno (es) et Fédération Socialiste Verte Régionaliste, par exemple. Il est opposé au député Gabriel Boric, soutenu largement par la coalition et les partis du Front large.
Le 18 juillet 2021, a eu lieu la primaire présidentielle d'Approbation dignité, dont le vainqueur est le militant et député membre du parti Convergence sociale, Gabriel Boric, sorti vainqueur avec 60,43%, il est ainsi désigné candidat de la coalition à l'élection présidentielle chilienne de 2021.
À la suite de cette élection primaire, la coalition envisage de construire une liste unique pour les élections parlementaires de 2021, ce qui a été réalisé avec succès pour novembre 2021.
Le 11 août est officialisée la formation d'un groupe parlementaire d'Approbation Dignité, composée des partis et mouvements de la coalition qui disposent d'une représentation parlementaire (CS, RD, Communes, Unir (es), PPCh, FREVS). L'objectif du groupe serait de réaliser une meilleure coordination parlementaire pour faire face aux projets qui seront débattus à la Chambre des députées et députés, comme la loi des 40 heures, la taxe sur les super riches, entre autres. De même, lors de l'événement, le soutien à la candidature de Gabriel Boric à la présidence a été ratifié.

### Élection présidentielle de 2021
Au premier tour de l'élection présidentielle, qui s'est tenu le 21 novembre 2021, Gabriel Boric obtient 25,83 % des voix, il se retrouve au second tour face à José Antonio Kast, candidat d'extrême droite à 27,91% des voix.
Au second tour de l'élection présidentielle, qui a eu lieu le 19 décembre, Gabriel Boric est élu président de la République avec 55,87% des voix,. Il prend officiellement ses fonctions le 11 mars 2022.

## Composition
| Parti                                 | Président           | Coalition        |
| ------------------------------------- | ------------------- | ---------------- |
| Révolution démocratique               | Margarita Portuguez | Front large      |
| Convergence sociale                   | Alondra Arellano    | Front large      |
| Communes                              | Camilo Quiroz       | Front large      |
| Parti communiste du Chili             | Guillermo Teillier  | Chile Digno (es) |
| Fédération régionaliste verte sociale | Jaime Mulet (es)    | Chile Digno (es) |

De plus, ces mouvements ou partis politiques sans statut légaux sont enregistrée dans la coalition :
- Force commune (es)
- Mouvement Unir (es)
- Action Humaniste
- Gauche chrétienne du Chili (es)
- Gauche libertaire (es)

## Résultats électoraux

### Élections présidentielles
| Année | Candidat      | Premier tour | Premier tour | Deuxième tour | Deuxième tour | Résultat |
| Année | Candidat      | Voix         | %            | Voix          | %             | Résultat |
| ----- | ------------- | ------------ | ------------ | ------------- | ------------- | -------- |
| 2021  | Gabriel Boric | 1 815 024    | 25,82        | 4 448 861     | 55,87         | Élu      |

### Élections parlementaires
| Année | Voix      | %     | Rang | Députés  | +/- | Sénateurs | +/- |
| ----- | --------- | ----- | ---- | -------- | --- | --------- | --- |
| 2021  | 1 325 232 | 38,66 | 2e   | 37 / 155 | 17  | 4 / 27    | 4   |

### Élections constituantes
| Année | Voix      | %     | Rang | Sièges   | +/-    |
| ----- | --------- | ----- | ---- | -------- | ------ |
| 2021  | 1 070 361 | 18,74 | 2e   | 28 / 155 | Stable |

### liens externes
- (es) Site officiel